# Ойбек (станція метро)
41°17′55″ пн. ш. 69°16′24″ сх. д. / 41.29861° пн. ш. 69.27333° сх. д.
Ойбек (узб. Oybek) — станція Узбекистонської лінії Ташкентського метрополітену. Розташована між станціями «Космонавтлар» та Тошкент. Відкрита 8 грудня 1984 у складі дільниці Алішер Навої - Тошкент (перша черга будівництва лінії). Названа на честь поета Муси Ташмухамедова, більш відомого під псевдонімом Айбек. 

## Характеристика
Колонна трипрогінна станція мілкого закладення з однією прямою острівною платформою. Має два підземних вестибюля. 
Вперше в Ташкентському метрополітені на цій станції застосовані платформи колонного типу з використанням сейсмостійких монолітних конструкцій.

## Оформлення
Колони станції покриті червонуватим мармуром і прикрашені керамічним орнаментом. На бічних стінах сходів, що спускаються на платформу, прикрашені панно на тему за творами Айбека у вигляді книжкових сторінок. На одному з них зображено письменник. При оздобленні станції широко використано мармур, граніт, кераміка та інші матеріали.

## Пересадки
- Автобуси: 18, 33, 38, 57, 58, 67, 90, 98
- Метростанція:  3  Мінг Урік